# Cotinga maynana
El cotinga mayna (Cotinga maynana), también denominado munami (en Ecuador), cotinga turquesa (en Colombia), cotinga de garganta morada (en Perú), cotinga golipúrpura o cotinga de garganta lila, es una especie de ave paseriforme de la familia Cotingidae perteneciente al género Cotinga. Es nativo de la cuenca del Amazonas centro-occidental en América del Sur.

## Distribución y hábitat
Se distribuye por el centro y el oeste de la cuenca amazónica en el sur de Colombia, este de Ecuador, este del Perú, Brasil (hacia el este hasta el bajo río Negro y bajo río Madeira) y norte de Bolivia.
Esta especie es considerada bastante común en su hábitat natural, el dosel y los bordes de selvas húmedas por debajo de los 700 m de altitud.

## Descripción
Mide 19 cm de longitud. El plumaje del macho es azul turquesa, en la garganta presenta un parche color púrpura. En las alas, las primarias son negras, los intercisos blancos y los bordes de las coberteras azules. La cola es azul por encima y negra por debajo. La hembra presenta el dorso de color azul grisáceo con escamas color ante claro; el pecho y la parte superior del vientre son de color ante grisáceo con el centro de las plumas más oscuro; bajo la cola y bajo las alas presenta color canela y se distingue por el color amarillento de los ojos.

## Alimentación
Se alimenta de frutos, especialmente de plantas de la familia Loranthaceae.

## Sistemática

### Descripción original
La especie C. maynana fue descrita por primera vez por el naturalista sueco Carlos Linneo en 1766 bajo el nombre científico Ampelis maynana; su localidad tipo es: «Maynas, Perú».

### Etimología
El nombre genérico femenino «Cotinga» deriva del nombre de la especie tipo del género, Ampelis cotinga, cuyo nombre específico por su vez deriva del tupí «catingá» quer significa ‘ave colorida y brillante de la selva’; y el nombre de la especie «maynana», se refiere a los maynas, amerindios en cuyo territorio la especie fue descubierta.

### Taxonomía
Es monotípica.